# Siklós Gyula
Siklós Gyula (? – ?) labdarúgó, fedezet.

## Pályafutása
Az Újpesti TE csapatában mutatkozott be az élvonalban 1945 tavaszán. Tagja volt az 1945-tavaszi és az 1945–46-os idényben bajnoki címet szerzett együttesnek.

## Sikerei, díjai
- Magyar bajnokság
  - bajnok: 1945-tavasz, 1945–46